# Agrotis melanopis
Agrotis melanopis là một loài bướm đêm trong họ Noctuidae.